# Меморіальний комплекс «Катинь»
Меморіальний комплекс «Катинь» (рос. Мемориальный комплекс «Катынь») — міжнародний меморіал жертвам політичних репресій. Розташований в Катинському лісі. На території меморіалу розташовано військовий цвинтар, на якому поховані 4241 польських офіцера — ув'язнених Козельського табору, розстріляні навесні 1940 року співробітниками НКВД СРСР. Також на території катинського лісового масиву поховано близько 6,5 тисячі жертв сталінських репресій, страчених у Катинському лісі в 1930-х роках і 500 радянських військовополонених, розстріляних німецькими окупаційними військами 1943 року.

## Історія
1978 року поховання було обнесено цегляною огорожею, усередині встановлено дві стели з написом: «Жертвам фашизму — польським офіцерам, розстріляним гітлерівцями в 1941 році»
1983 року був встановлено пам'ятний знак на передбачуваному місці загибелі радянських військовополонених.
1989 року на могилі був встановлений дерев'яний православний хрест та місце поховання було освячено.
1990 року могили відвідав президент Польщі Войцех Ярузельський і на могилах було встановлено дерев'яний католицький хрест.
В 1994–1995 роках дослідження могил в Катині проводили польські експерти. Були відновлені могили, знищені комісією Бурденко та знайдено нове, невідоме раніше поховання; одночасно було розкрито та досліджено кілька радянських поховань. Значне число радянських поховань було знайдено наступного року представниками товариства «Меморіал»; всього до 1996 року було відомо 150 радянських поховань.
19 жовтня 1996 року було видано урядову постанову за підписом Віктора Черномирдіна «Про створення меморіальних комплексів радянських та польських громадян — жертв тоталітарних репресій у Катині (Смоленська область) та Мідному (Тверська область) [Архівовано 3 червня 2008 у Wayback Machine.]».
1998 року була створена дирекція Державного Меморіального Комплексу «Катинь». З 1999 року почалося будівництво самого меморіалу, який був відкритий 28 липня 2000 року.

## Критика
24 червня 2022 року з'явилася інформація про те, що з меморіального комплексу у Катині зняли прапор Польщі. В адміністрації Катині підтвердили, що 24 червня було «виявлено відсутність польського прапора», проте перенаправили інші питання журналістів до Музею сучасної історії Росії, якому належить меморіал.
Мер Смоленська Андрій Борисов заявив, що рішення було ухвалено міністерством культури:

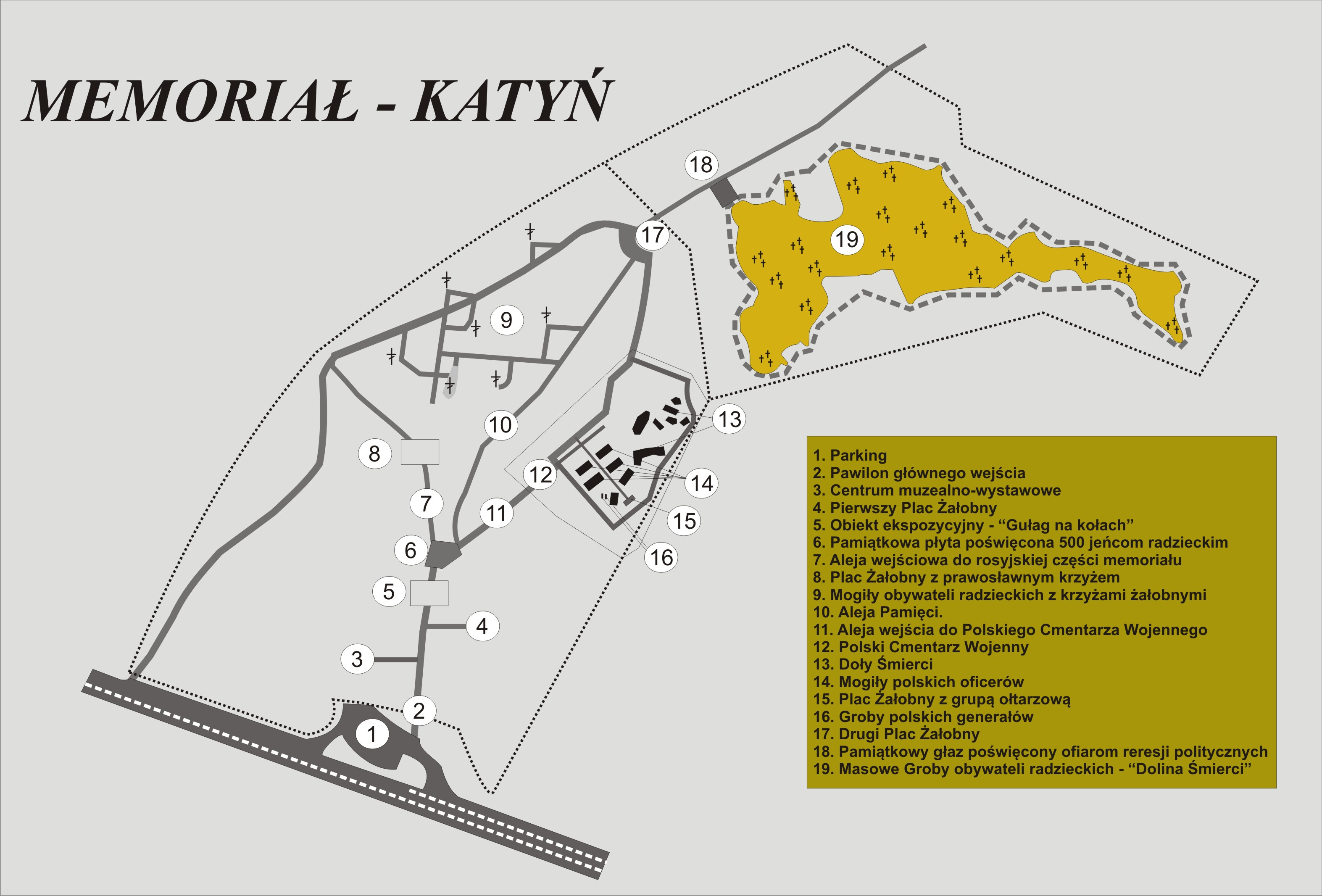
Memorial-Katyń plan

|                                         | Висловлю спільну думку. Не може бути прапорів Польщі на російських меморіалах! А після відвертих антиросійських заяв польських політиків – тим більше. Вважаю, що Міністерство культури РФ ухвалило єдине правильне рішення – прибрати прапор Польщі. Катинь – це російський меморіал, це російська історія. |
| — Глава міста Смоленська Андрій Борисов | |

## Галерея

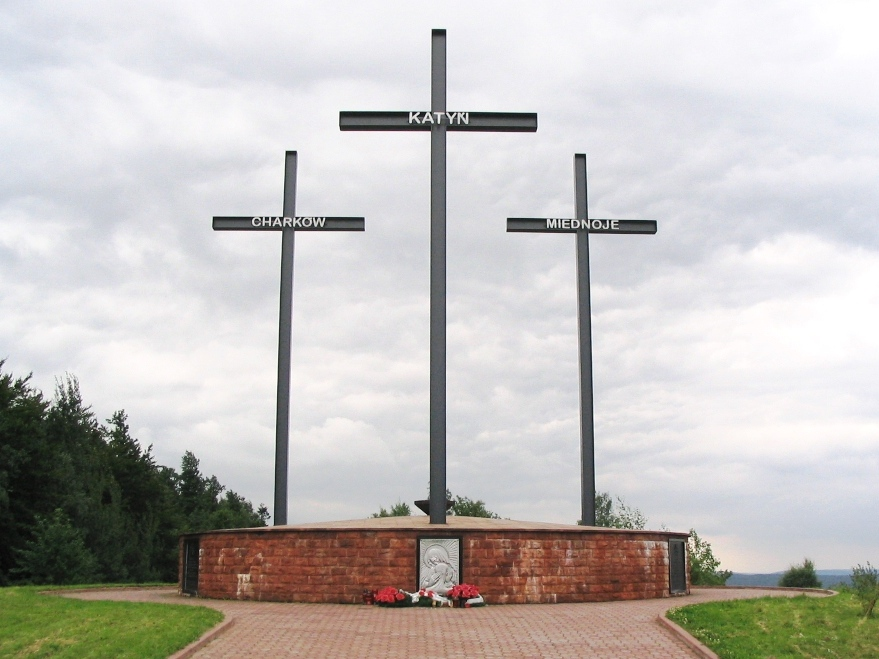
Катинський меморіал
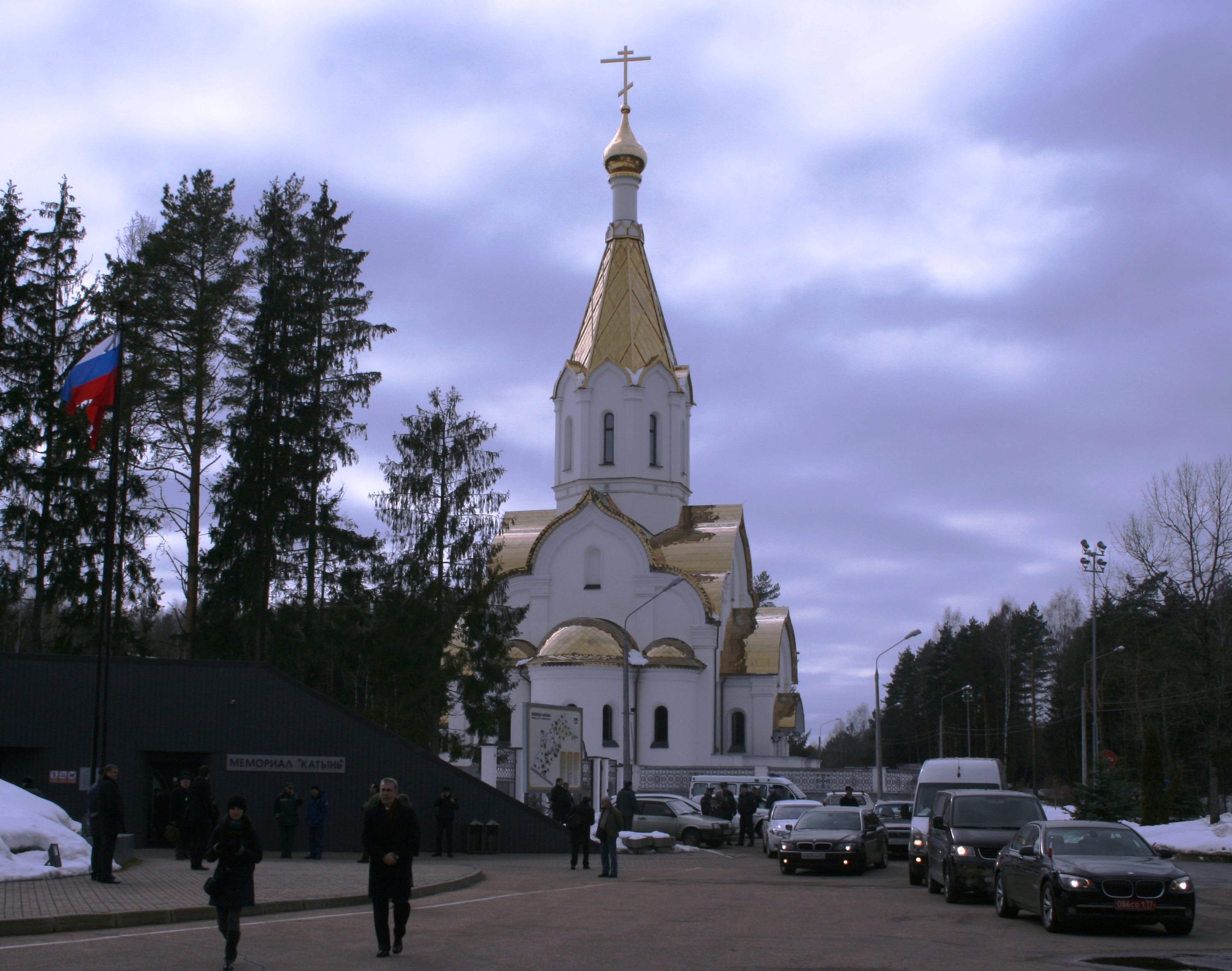
Церква Воскресіння Господнього
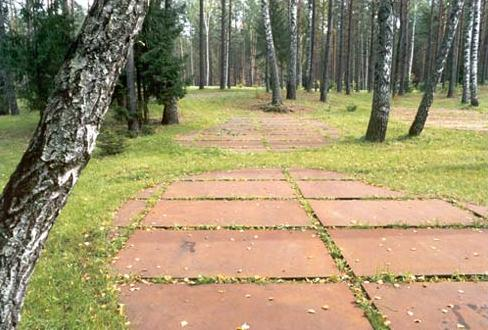
Символічні могили на місці розстрілу